# NGC 7792
NGC 7792 é uma galáxia espiral (Sb) localizada na direcção da constelação de Pegasus. Possui uma declinação de +16° 30' 07" e uma ascensão recta de 23 horas, 58 minutos e 03,6 segundos.
A galáxia NGC 7792 foi descoberta em 20 de Setembro de 1873 por Édouard Jean-Marie Stephan.